# Pseudicius ludhianaensis
Pseudicius ludhianaensis là một loài nhện trong họ Salticidae.
Loài này thuộc chi Pseudicius. Pseudicius ludhianaensis được Benoy Krishna Tikader miêu tả năm 1974.